# Andy Biersack
Andrew Dennis Biersack (Cincinnati, 26 de dezembro de 1990), anteriormente conhecido como Andy Six, é um cantor, compositor e ator norte-americano. Ele é o fundador, vocalista e o único membro original da banda de rock Black Veil Brides (fundada em 2006, em Cincinati, Ohio).

## Biografia
Andrew nasceu em Cincinnati, Ohio, na Região Centro-Leste dos Estados Unidos.
No início de sua infância, Biersack estudou em uma escola de ensino fundamental católico, citada em algumas de suas entrevistas. Segundo ele, sua professora da pré-escola, Jamie Peters, teve uma enorme influência sobre sua criatividade. Devido à maneira como Andy se vestia, com maquiagens pretas que usava e as músicas as quais ouvia (Kiss, Alkaline Trio, Misfits, AFI, etc), ele foi alvo de intimidação pelos colegas, sendo geralmente chamado de "emo" e "bicha". Essa intimidação sofrida por Andy é reconstruída no videoclipe de "Knives and Pens", da sua banda, Black Veil Brides, lançado em 2009.
Durante o seu ensino médio, Biersack participou da Cincinnati School for Creative and Performing Arts e se formou em teatro, música, vocal e drama. Aos 15 anos, mudou-se para Los Angeles por cerca de um mês e meio, onde participou de alguns trabalhos de atuação, comerciais, um piloto, entre outros trabalhos midiáticos.
Após voltar para Cincinnati, ao longo de seus 15 anos, Andy e um pequeno grupo de amigos formaram sua primeira banda, nomeada "Biersack", a qual se apresentou uma única vez em uma galeria de arte, Northside of Cincinnati tocando covers da banda Alkaline Trio. Por fim, esse projeto cresceu, tornando-se mais tarde o Black Veil Brides.

## Carreira

### Nomes Artísticos
Seu nome de palco era anteriormente Andy Six, até que por volta de 2011, ele decidiu que preferia ser chamado pelo seu nome de nascimento, Andy Biersack. Ele também usa o pseudônimo de Andy Black para seu projeto solo.
O fato é que sempre houve confusões com o nome de Andy, principalmente quando ele era "Andy Six", pois a maioria das pessoas escrevia "Sixx" com dois 'x'. Talvez essa confusão seja o fato de uma das principais influências dele seja Nikki Sixx membro da Banda Mötley Crüe, por isso talvez as pessoas confundissem o seu nome. Mas para todos os efeitos agora ele usa o nome de família.
Com seus 15 anos, Andy participou de alguns papéis na televisão, como no AT&T, no comercial "Confetti", bem como um spot de 30 segundos no comercial da Montana Meth, "Jumped". Andy também foi uma das estrelas convidadas da série de Funny or Die web, "Average Joe", dirigida por Joe Flanders, seu primo.

### Black Veil Brides
Andy fundou a banda Black Veil Brides no ano de 2006, começando com grandes divulgações pela  internet e distribuindo algumas de suas gravações demo em sua escola e para conhecidos. A banda chamou muita atenção posteriormente, ficando, em parte, famosa pela maquiagem pesada e roupas pretas de couro usadas pelos seus membros; segundo Andy, eles se vestiam assim em referência a teatralidade da fé católica, que também deu origem ao nome da banda, bem como a influência de seus ídolos como Kiss, Misfits, Motley Crue e Alice Cooper.
Em Setembro de 2009, Black Veil Brides assinou com a gravadora independente StandBy Records. O processo de escrita para uma turnê e um registro começaram imediatamente. Em 2009 eles lançaram seu primeiro single e videoclipe, "Knives and Pens", que conquistou mais de 200 milhões de visualizações. A banda embarcou em sua primeira turnê nos Estados Unidos, intitulada "On Leather Wings". Seu álbum de estreia, We Stitch These Wounds, foi lançado em 20 de julho de 2010 e vendeu mais de 13.000 cópias em sua primeira semana, ocupando o 36º lugar no Billboard Top 200 e 1º na Billboard Independent. O segundo álbum de estúdio da banda, Set the World on Fire, foi lançado em 14 de junho de 2011 pela Lava Music, Universal Republic Records. O terceiro álbum da banda, Wretched and Divine: The Story of the Wild Ones, foi lançado em 8 de janeiro de 2013 junto à um longa-metragem musical com base no conceito do álbum chamado Legion Of The Black, onde Andy atuou como ator interpretando um personagem chamado "The Prophet" (O Profeta). Seu quarto álbum intitulado Black Veil Brides IV foi lançado em 27 de outubro de 2014.

### Lesões de palco
Durante as suas performances com a Black Veil Brides, Andy não sofreu muitas lesões de palco, mas feriu-se notavelmente em uma queda de um pilar de 15 pés (9,1 metros) em 18 de junho de 2011, em Hollywood. Na tentativa de voltar para o palco, ele caiu para a frente e bateu o dorso na borda, o que resultou em três costelas quebradas, e uma deslocada. Ele voltou ao palco e terminou o show apesar da gravidade de seus ferimentos. A lesão sofrida fez com que o Black Veil Brides cancelasse a turnê com Falling in Reverse, embora posteriormente, em 2014, a banda saiu na Black Mass Tour com a mesma. Biersack também lesionou o nariz ao tentar pular de um muro, ficando desacordado logo após.

## Carreira solo

### Andy Black

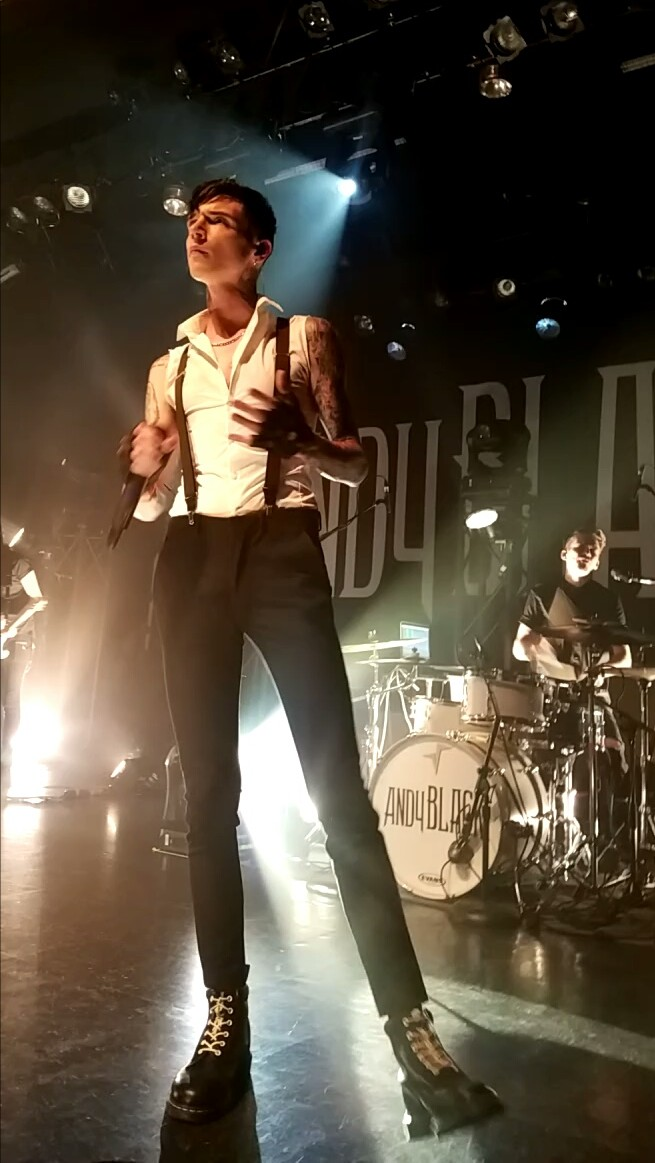
Biersack em julho de 2016.

Em maio de 2014, Biersack revelou a  revista Kerrang! que ele estava trabalhando em novas músicas fora do Black Veil Brides sob o apelido de "Andy Black". Ele explicou que seu álbum solo teria um som radicalmente diferente em comparação com a banda, e que ele sentiu que não poderia criar esse som dentro da mesma, decidindo, assim, tomá-lo como um projeto separado, como artista solo. A inspiração de Andy para este projeto foi o seu amor pelos anos 80 e música gótica. Ele esteve trabalhando com o ex-produtor do Black Veil Brides, John Feldmann. Apesar deste projeto, ele tranquilizou os fãs explicando que isso não significa o fim do BVB, e que este era apenas um hobby ou um projeto paralelo.
Em 14 de maio de 2014, a faixa do álbum solo do cantor e vocalista da banda Falling in Reverse, Ronnie Radke, "Mixtape", foi lançada ao público oficialmente pelo site do cantor. A música chamada "Asshole" conta com a participação de Andy.
No mesmo dia, Andy usou seu perfil na rede social Instagram para divulgar que estava trabalhando em um álbum solo, intitulado The Shadow Side, com o  nome de palco Andy Black. Dias depois foi disponibilizada uma faixa intitulada "They Don't Need To Understand" junto com o clipe, onde o mostrava cantando sozinho com flashs atrás de si de videos antigos, onde cantava em sua casa. O clipe foi lançado pela HotTopic. Em seguida, "We Don't Have To Dance" pela VEVO, em março de 2016, sendo que no mesmo mês fora anunciado que seu álbum seria lançado dia 6 de maio. Mais tarde, o clipe da música "Ribcage", também foi lançado pela VEVO.

## Vida Pessoal

### Relacionamentos
De 2005 a 2011 namorou a atriz Scout Taylor Compton. Andy escreveu a canção "The Mortician's Daughter" para ela. A música aparece como sétima faixa do álbum de estreia de Black Veil Brides, We Stitch These Wounds. É casado desde 16 de abril de 2016 com a vocalista e guitarrista da banda Automatic Loveletter, Juliet Simms, sua namorada de longa data.

### Visões religiosas
Em entrevista ao Loudwire, Biersack disse: 
Eu não sou uma pessoa religiosa, mas eu cresci em uma família religiosa. Eu fui ao funeral de meu avô, uma pessoa que eu amo muito, e todo mundo está falando sobre como ele foi para o céu e como ele está no Céu. Eu sempre tenho que lutar com isso, porque eu adoraria acreditar que meu avô está nas nuvens jogando Xbox 360 ou qualquer coisa impressionante que eles têm no céu, mas eu não posso.

## Premiações
| 2011                                                                                  | Andy Biersack | Revolver Magazine's 100 Greatest Living Rock Stars 2011   | Venceu   | [ 2 ] [ 3 ] | — |
| 2012                                                                                  | Andy Biersack | Revolver Magazine's Golden God Awards: Best Vocalist 2012 | Indicado | [ 4 ]       | — |
| 2012                                                                                  | Andy Biersack | Kerrang! Award for Hottest Male 2012                      | Indicado | [ 5 ]       | — |
| 2012                                                                                  | Andy Biersack | Kerrang!'s 50 Greatest Rock Stars in the World Today      | Venceu   | 4th         |   |
| "—" denotes a nomination that did not place or places were not relevant in the award. |               |                                                           |          |             |   |

## Ligações Externas
- Twitter oficial
- Black veil Brides website